# Makin' Whoopee
"Makin' Whoopee" is een jazz / bluesnummer bekend geworden door Eddie Cantor in de musical Whoopee! uit 1928. Gus Kahn schreef de teksten en Walter Donaldson componeerde de muziek voor zowel het nummer als de hele musical.
De titel verwijst naar het vieren van een huwelijk. Uiteindelijk werd ‘whoopee maken’ een eufemisme voor intieme seksuele relaties. Het lied wordt een "ernstige waarschuwing" genoemd, grotendeels voor mannen, over de "valstrik" van het huwelijk. "Makin' Whoopee" begint met de viering van een bruiloft, huwelijksreis en huwelijksgeluk, maar gaat verder met baby's en verantwoordelijkheden, en uiteindelijk met zaken en mogelijke echtscheiding, en eindigt met het advies van een rechter.
In 1989 zingt Michelle Pfeiffer het liggend op de piano als de sfeerbepaler  in de film The Fabulous Baker Boys.
De originele tekst en muziek van het nummer kwamen in 2024 in het publieke domein.